# Avenida de Andalucía (Málaga)
La avenida de Andalucía es una vía que atraviesa la zona oeste de la ciudad de Málaga, España. Recibe el nombre de la comunidad autónoma de Andalucía, a la que pertenece la provincia de Málaga.

## Historia
A principios del siglo XIX se redactaron los primeros planes para prolongar la Alameda Principal hacia el Oeste a través del barrio de El Perchel. En 1929 comenzó a tomar forma el proyecto del arquitecto Daniel Rubio, que en 1940 obligó a efectuar expropiaciones y desalojos en el barrio de El Perchel, dividiéndolo en dos (Norte y Sur). En la década de 1970 comenzó la construcción de los principales edificios comerciales y administrativos existentes alrededor del núcleo de la avenida de Andalucía.
La vía además ha visto modificada su configuración con el paso del tiempo. De un planteamiento inicial de vía de alta velocidad, más similar a una autovía urbana, se ha pasado a tener una vía completamente urbana con unos pasos de peatones y semáforos que en su construcción se buscaron evitar con la construcción de dos pasos subterráneos en la actualidad tapiados.

## Recorrido
Conocida también como la "Prolongación de La Alameda", nace en el Puente de Tetuán sobre el río Guadalmedina como continuación de la Alameda Principal en el distrito Centro y continúa en dirección oeste hasta internarse en el distrito Cruz de Humilladero. Tiene una longitud de 1900 metros. Su tramo final cambia por el nombre de avenida de Blas Infante, primer tramo de la Autovía del Guadalhorce (A-357) que se inicia con desvíos hacia la Ronda Oeste o MA-20 (antiguo tramo de la A-7) y la Universidad.
Es una de las principales vías de la ciudad por la que circulan a diario alrededor de 70.000 vehículos.
Desde su inicio, atraviesa los siguientes barrios del distrito Centro:
- El Perchel (Norte y Sur)
- La Aurora
- Polígono Alameda

Ya en el distrito Cruz de Humilladero, pasa por:
- Los Tilos
- Carranque